# Laufenburg (Baden)
Pour les articles homonymes, voir Laufenburg.
Laufenburg (Baden) est une ville allemande située dans l'arrondissement de Waldshut en Bade-Wurtemberg.
Cette ville frontalière a mis en évidence un problème de référence à propos de la construction d'un pont, .

## Histoire
- 5 octobre 1796, combat de Laufenburg ou la 38e demi-brigade se trouve engagée.

## Personnalités liées à la ville
- Josef Matt (1900-1968), homme politique né à Stadenhausen

## Liens externes

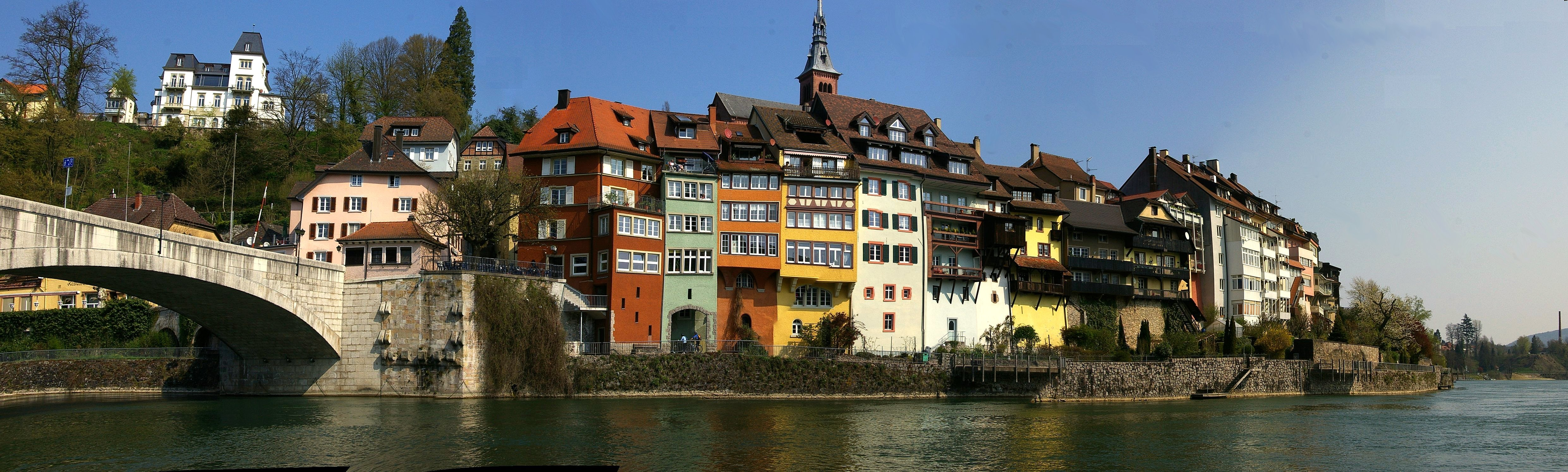
Laufenburg (Baden).